# ماموث لاكيس (كاليفورنيا)
ماموث لاكيس (بالإنجليزية: Mammoth Lakes )‏ هي إحدى مدن مقاطعة مونو، كاليفورنيا. تم إعطاءها لقب مدينة في 20 أغسطس، 1984.

## التركيبة السكانية
حدّد مكتب تعداد الولايات المتحدة بيانات التركيبة السكانية لماموث لاكيس في تعداد الولايات المتحدة. في ما يلي، التركيبة السكانية حسب تعدادي 2000 و2010.

### تعداد عام 2000
بلغ عدد سكان ماموث لاكيس 7,093 نسمة بحسب تعداد عام 2000، وبلغ عدد الأسر 2,814 أسرة وعدد العائلات 1,516 عائلة مقيمة في البلدة. في حين سجلت الكثافة السكانية 108.2 نسمة لكل كيلومتر مربع (280.2/ميل2). وبلغ عدد الوحدات السكنية 7,960 وحدة بمتوسط كثافة قدره 121.5 لكل كيلومتر مربع (314.7/ميل2).
وتوزع التركيب العرقي للبلدة بنسبة 83.21% من البيض و0.41% من الأمريكيين الأفارقة و0.49% من الأمريكيين الأصليين و1.27% من الأمريكيين ذوي الأصول الآسيوية و0.13% من سكان جزر المحيط الهادئ و12.35% من الأعراق الأخرى و2.14% من عرقين مختلطين أو أكثر و22.20% من الهسبانيون أو اللاتينيون من أي عرق.
بلغ عدد الأسر 2,814 أسرة كانت نسبة 30.4% منها لديها أطفال تحت سن الثامنة عشر تعيش معهم، وبلغت نسبة الأزواج القاطنين مع بعضهم البعض 43.3% من أصل المجموع الكلي للأسر، ونسبة 6% من الأسر كان لديها معيلات من الإناث دون وجود شريك،  بينما كانت نسبة 4.5% من الأسر لديها معيلون من الذكور دون وجود شريكة وكانت نسبة 46.1% من غير العائلات. تألفت نسبة 28.3% من أصل جميع الأسر من عدة أفراد يعيشون في نفس المنزل ونسبة 2.3% كانت تتألف من شخص يعيش بمفرده يبلغ من العمر 65 عاماً أو أكثر. وبلغ متوسط حجم الأسرة المعيشية 2.44، أما متوسط حجم العائلات فبلغ 3.09.
بلغ العمر الوسطي للسكان 32.2 عاماً. وكانت نسبة 22.4% من القاطنين تحت سن الثامنة عشر، وكانت نسبة 11.2% بين الثامنة عشر والرابعة والعشرين عاماً، ونسبة 37.5% كانت واقعةً في الفئة العمرية ما بين الخامسة والعشرين والرابعة والأربعين عاماً، ونسبة 21.4% كانت ما بين الخامسة والأربعين والرابعة والستين، ونسبة 4.3% كانت ضمن فئة الخامسة والستين عاماً فما فوق. يوجد لكل 100 أنثى 128.7 ذكر، ويوجد لكل 100 أنثى في الثامنة عشر من عمرها فما فوق 137.2 ذكر.
بلغ متوسط دخل الأسرة في البلدة 44,570 دولارًا، أما متوسط دخل العائلة فبلغ 52,561 دولارًا. وكان متوسط دخل الذكور 31,280 دولارًا مقابل 25,106 دولارًا للإناث. وسجل دخل الفرد الخاص بالبلدة 24,526 دولارًا. وكانت نسبة 8.7% من العائلات ونسبة 14.4% من السكان تحت خط الفقر، وكان من هؤلاء نسبة 15.5% تحت سن الثامنة عشر ونسبة 0% في الخامسة والستين من العمر وما فوق.

### تعداد عام 2010
بلغ عدد سكان ماموث لاكيس 8,234 نسمة بحسب تعداد عام 2010، وبلغ عدد الأسر 3,229 أسرة وعدد العائلات 1,722 عائلة مقيمة في البلدة. في حين سجلت الكثافة السكانية 125.6 نسمة لكل كيلومتر مربع (325.3/ميل2). وبلغ عدد الوحدات السكنية 9,626 وحدة بمتوسط كثافة قدره 146.9 لكل كيلومتر مربع (380.5/ميل2).
وتوزع التركيب العرقي للبلدة بنسبة 80.68% من البيض و0.35% من الأمريكيين الأفارقة و0.60% من الأمريكيين الأصليين و1.55% من الأمريكيين ذوي الأصول الآسيوية و0.06% من سكان جزر المحيط الهادئ و13.98% من الأعراق الأخرى و2.78% من عرقين مختلطين أو أكثر و33.67% من الهسبانيون أو اللاتينيون من أي عرق.
بلغ عدد الأسر 3,229 أسرة كانت نسبة 29.2% منها لديها أطفال تحت سن الثامنة عشر تعيش معهم، وبلغت نسبة الأزواج القاطنين مع بعضهم البعض 43.4% من أصل المجموع الكلي للأسر، ونسبة 5.5% من الأسر كان لديها معيلات من الإناث دون وجود شريك،  بينما كانت نسبة 4.5% من الأسر لديها معيلون من الذكور دون وجود شريكة وكانت نسبة 46.7% من غير العائلات. تألفت نسبة 27.8% من أصل جميع الأسر من عدة أفراد يعيشون في نفس المنزل ونسبة 4.7% كانت تتألف من شخص يعيش بمفرده يبلغ من العمر 65 عاماً أو أكثر. وبلغ متوسط حجم الأسرة المعيشية 2.50، أما متوسط حجم العائلات فبلغ 3.14.
بلغ العمر الوسطي للسكان 32.6 عاماً. وكانت نسبة 20.9% من القاطنين تحت سن الثامنة عشر، وكانت نسبة 12.8% بين الثامنة عشر والرابعة والعشرين عاماً، ونسبة 34.4% كانت واقعةً في الفئة العمرية ما بين الخامسة والعشرين والرابعة والأربعين عاماً، ونسبة 25.5% كانت ما بين الخامسة والأربعين والرابعة والستين، ونسبة 6.5% كانت ضمن فئة الخامسة والستين عاماً فما فوق. وتوزع التركيب الجنسي للسكان بنسبة 54.8% ذكور و45.2% إناث.

## المناخ
يظهر الجدول التالي التغييرات المناخية على مدار السنة لماموث لاكيس:
| البيانات المناخية لـماموث لاكيس                                                              | البيانات المناخية لـماموث لاكيس | البيانات المناخية لـماموث لاكيس | البيانات المناخية لـماموث لاكيس | البيانات المناخية لـماموث لاكيس | البيانات المناخية لـماموث لاكيس | البيانات المناخية لـماموث لاكيس | البيانات المناخية لـماموث لاكيس | البيانات المناخية لـماموث لاكيس | البيانات المناخية لـماموث لاكيس | البيانات المناخية لـماموث لاكيس | البيانات المناخية لـماموث لاكيس | البيانات المناخية لـماموث لاكيس | البيانات المناخية لـماموث لاكيس |
| الشهر                                                                                        | يناير                           | فبراير                          | مارس                            | أبريل                           | مايو                            | يونيو                           | يوليو                           | أغسطس                           | سبتمبر                          | أكتوبر                          | نوفمبر                          | ديسمبر                          | المعدل السنوي                   |
| -------------------------------------------------------------------------------------------- | ------------------------------- | ------------------------------- | ------------------------------- | ------------------------------- | ------------------------------- | ------------------------------- | ------------------------------- | ------------------------------- | ------------------------------- | ------------------------------- | ------------------------------- | ------------------------------- | ------------------------------- |
| الدرجة القصوى °ف (°م)                                                                        | 61 (16)                         | 58 (14)                         | 66 (19)                         | 73 (23)                         | 81 (27)                         | 86 (30)                         | 91 (33)                         | 88 (31)                         | 82 (28)                         | 80 (27)                         | 70 (21)                         | 64 (18)                         | 91 (33)                         |
| متوسط درجة الحرارة الكبرى °ف (°م)                                                            | 40.1 (4.5)                      | 40.2 (4.6)                      | 44.4 (6.9)                      | 50.4 (10.2)                     | 60.3 (15.7)                     | 69.4 (20.8)                     | 77.7 (25.4)                     | 76.8 (24.9)                     | 69.5 (20.8)                     | 59.3 (15.2)                     | 47.4 (8.6)                      | 41.1 (5.1)                      | 56.4 (13.6)                     |
| المتوسط اليومي °ف (°م)                                                                       | 27.5 (−2.5)                     | 27.9 (−2.3)                     | 32.4 (0.2)                      | 38.0 (3.3)                      | 46.7 (8.2)                      | 54.7 (12.6)                     | 61.5 (16.4)                     | 60.8 (16.0)                     | 53.5 (11.9)                     | 44.0 (6.7)                      | 34.4 (1.3)                      | 28.8 (−1.8)                     | 42.5 (5.8)                      |
| متوسط درجة الحرارة الصغرى °ف (°م)                                                            | 14.8 (−9.6)                     | 15.6 (−9.1)                     | 20.4 (−6.4)                     | 25.6 (−3.6)                     | 33.1 (0.6)                      | 40.0 (4.4)                      | 45.3 (7.4)                      | 44.8 (7.1)                      | 37.5 (3.1)                      | 28.7 (−1.8)                     | 21.4 (−5.9)                     | 16.5 (−8.6)                     | 28.6 (−1.9)                     |
| أدنى درجة حرارة °ف (°م)                                                                      | −16 (−27)                       | −7 (−22)                        | −6 (−21)                        | −2 (−19)                        | 13 (−11)                        | 17 (−8)                         | 25 (−4)                         | 30 (−1)                         | 21 (−6)                         | 8 (−13)                         | −8 (−22)                        | −12 (−24)                       | −16 (−27)                       |
| الهطول إنش (مم)                                                                              | 4.60 (117)                      | 3.77 (96)                       | 2.40 (61)                       | 1.54 (39)                       | 1.17 (30)                       | 0.56 (14)                       | 0.51 (13)                       | 0.31 (7.9)                      | 0.37 (9.4)                      | 1.51 (38)                       | 2.09 (53)                       | 4.13 (105)                      | 22.96 (583.3)                   |
| متوسط تساقط الثلوج إنش (سم)                                                                  | 43.1 (109)                      | 44.0 (112)                      | 30.2 (77)                       | 17.0 (43)                       | 4.4 (11)                        | 0.5 (1.3)                       | 0.0 (0.0)                       | 0.0 (0.0)                       | 0.0 (0.0)                       | 6.7 (17)                        | 14.9 (38)                       | 45.3 (115)                      | 206.0 (523)                     |
| متوسط أيام هطول الأمطار (≥ 0.01 inch)                                                        | 9                               | 9                               | 6                               | 7                               | 5                               | 3                               | 3                               | 2                               | 2                               | 4                               | 5                               | 8                               | 63                              |
| المصدر: NOAA (temperature normals 1981–2010), WRCC (precipitation, snow Dec. 1993–Sep. 2012) |                                 |                                 |                                 |                                 |                                 |                                 |                                 |                                 |                                 |                                 |                                 |                                 |                                 |